# Skarszów Dolny (przystanek kolejowy)
Skarszów Dolny – zlikwidowany przystanek osobowy w Skarszowie Dolnym, w województwie pomorskim, w Polsce. Przystanek znajdował się przy nieczynnej linii kolejowej ze Słupska do Budowa.